# Relais 4 × 400 mètres masculin aux championnats du monde d'athlétisme 1995
Navigation
Stuttgart 1993 Athènes 1997
L'épreuve du relais 4 × 400 mètres masculin des championnats du monde d'athlétisme 1995 s'est déroulée les 12 et 13 août 1995 à l'Ullevi Stadion de Göteborg, en Suède. Elle est remportée par l'équipe des États-Unis (Marlon Ramsey, Derek Mills, Harry Reynolds et Michael Johnson).

## Résultats

### Finale
| Rang               | Pays        | Athlètes                                                              | Temps         | Notes |
| ------------------ | ----------- | --------------------------------------------------------------------- | ------------- | ----- |
| Médaille d'or      | États-Unis  | Marlon Ramsey Derek Mills Harry Reynolds Michael Johnson              | 2 min 57 s 32 |       |
| Médaille d'argent  | Jamaïque    | Michael McDonald Davian Clarke Danny McFarlane Gregory Haughton       | 2 min 59 s 88 |       |
| Médaille de bronze | Nigeria     | Udeme Ekpeyong Kunle Adejuyigbe Jude Monye Sunday Bada                | 3 min 03 s 18 |       |
| 4                  | Royaume-Uni | David McKenzie Mark Hylton Adrian Patrick Roger Black                 | 3 min 03 s 75 |       |
| 5                  | Pologne     | Piotr Rysiukiewicz Pawel Januszewski Robert Mackowiak Tomasz Jedrusik | 3 min 03 s 84 |       |
| 6                  | Cuba        | José Perez Jorge L. Crusellas Omar Mena Norberto Téllez               | 3 min 07 s 65 |       |
| 7                  | Kenya       | Samson Kitur Julius Chepkwony Kennedy Ochieng Charles Gitonga         | —             | DNS   |
| 8                  | Allemagne   | Uwe Jahn Karsten Just Kai Karsten Rico Lieder                         | —             | DQ    |

## Légende
Records et Performances
- AR : Record continental (area record)
- CR : Record des championnats (championship record)
- MR : Record du meeting (meet record)
- NR : Record national (national record)
- OR : Record olympique (olympic record)
- PR : Record paralympique (paralympic record)
- PB : Record personnel (personal best)
- SB : Meilleure performance personnelle de la saison (season's best)
- WL : Meilleure performance mondiale de l'année (world leader)
- WJR : Record du monde junior (world junior record)
- WR : Record du monde (world record)

Circonstances et Conditions
- DNF : N'a pas terminé (did not finish)
- DNS : N'a pas pris le départ (did not start)
- DQ : Disqualification (disqualification)
- NM : Aucun essai valable enregistré (No Mark)
- Q : Qualifié « directement » au prochain tour (ou à la prochaine compétition), lors d'une compétition majeure, grâce au classement ou à la réalisation des minima (automatic qualifier)
- q : Qualifié au prochain tour (ou à la prochaine compétition), lors d'une compétition majeure, grâce au repêchage ou à la réalisation de l'une des meilleures performances parmi celles des « non qualifiés directement » (grâce au meilleur temps ou à la meilleure distance par exemple) (secondary qualifier)